# Tupoljev ANT-20
Tupoljev ANT-20 Maksim Gorki (rusko Туполев АНТ-20 "Максим Горький") je bilo veliko sovjetsko osemmotorno propelersko letalo proizvajalca Tupoljev. Bilo je eno izmed največjih letal v 1930ih, razpon kril je bil primerljiv z Boeingom 747.
ANT-20 je zasnoval Andrej Tupoljev in je uporabjlal v celoti kovinsko strukturo, ki jo je prej razvil Hugo Junkers. Poimenovan je po Maksimu Gorkiju. Namenjen je bil stalinistični propagandi in je imel za te namene močan radio "Голос с неба" - glas z neba). ANT-20 je postavil več svetovnih rekordov. Poganjalo ga je kar osem 12-valjnih motorjev Mikulin AM-34FRN s po 900 KM. ANT je prvo letalo na svetu, ki ni uporabljalo samo direktnega toka, ampak tudi izmenični tok napetosti 120 voltov.
ANT-20 je bilo možno razstaviti in ga prevažati po železnici. 
18. maja 1935 je Maksim Gorki strmoglavil na demonstracijskem letu nad Moskvo. Med slabo izvedenim manevrom je lovec I-5 zadel ANT-20. 

## Tehnične specifikacije
Podatki iz The Osprey Encyclopedia of Russian Aircraft 1875–1995 
Splošne karakteristike
- Posadka: 8
- Število sedežev: 72
- Dolžina: 32,90 m (107 ft 11¼ in)
- Razpon kril: 63,00 m (206 ft 8¼ in)
- Višina: 10,6 m (34 ft 9¼ in)
- Površina kril: 488 m² (5 251 ft²)
- Teža praznega letala: 28 500 kg (62 700 lb)
- Naložena teža: 42 000 kg (92 400 lb)
- Maks. vzletna teža: 53 000 kg (116 600 lb)
- Pogon letala: 8 ×  Batni tekočinsko hlajeni V-12 Mikulin AM-34FRN, 671 kW (900 KM)  vsak

 Zmogljivost 
- Maks. hitrost: 220 km/h (119 vozlov, 137 mph) na nivoju morja
- Doseg: 1,200 km (652 nmi, 750 mi)
- Višina leta: 4 500 m (14 764 ft)